# 野上翔
野上翔（日语：／ Nogami Shō，1988年9月4日—）是日本男性聲優，出身於大分縣，VIMS所屬。

## 演出作品
※粗體字為主要角色

### 電視動畫
2014年
- 遊戲王ARC-V（2014年 - 2017年 無名、管制官、決鬥騎士團〈柏蘭〉、大伴、男性、少年A、種子島有藏、LDS的成員、手下A、落語決鬥者、開發部員、男、觀眾、醫療人員、歐貝利斯克軍團、亞由的父親）
- 一週的朋友（學生）

2015年
- 食戟之靈（2015年 - 2017年 男子學生E、客人A、青年、男學生C）
- 境界之輪迴（2015年 - 2017年 鬼事務員、社員A）
- 歌之王子殿下♪ 真愛革命（行人）
- 亞爾斯蘭戰記（兵士）
- 青春×機關槍（山口）
- 魔物娘的同居日常（客人B）
- 槍與面具（男人們）
- 彗星·路西法（操作員）
- 機動戰士鋼彈 鐵血的孤兒（2015年 - 2017年 少年兵、鐵華團團員）

2016年
- 疾走王子Alternative（椿町高校選手、同學）
- 最弱無敗神裝機龍（野盜B）
- 在下坂本，有何貴幹？（不良）
- 飛翔的魔女（記者）
- 超能旺達（店員、ターボミン、按摩店員）
- 食戟之靈 貳之皿（客人A、青年）
- 半田君傳說（男學生、林友明）
- 發條精靈戰記 天鏡的極北之星（巴靖）
- Active Raid－機動強襲室第八課－ 2nd（犯人B）
- 齊木楠雄的災難（男演員、男學生、男學生C、男學生B、不良D）
- 時間飛船24（山雞）

2017年
- 風夏（樂團成員）
- MARGINAL＃4 由KISS開始創造的Big Bang（工作人員）
- 高校星歌劇 第2期（大小姐角色）
- 妖怪公寓的優雅日常（男學生A）
- 咕嚕咕嚕魔法陣（基倫）
- 食戟之靈 餐之皿（男學生C）
- TSUKIPRO THE ANIMATION（2017年 - 2021年 久我壹流[2][3]）
- 偶像大師SideM（伊瀨谷四季[4]）
- 泥鯨之子們在沙地上歌唱（アイジロ）
- 我家有個魚乾妹R（實況）
- 我的女友是個過度認真的處女bitch（笑澤慎吾）

2018年
- citrus（雨宮老師）
- 霸穹 封神演義（呂能、慈航道人）
- 惡魔高校D×D HERO（格奧爾克）
- 工作細胞（2018年 - 2021年 紅血球2、一般細胞2）
- 京都寺町三條商店街的福爾摩斯（克實）
- 終將成為妳（堂島卓[5]）
- 魔法禁書目錄III（人才派遣）
- 偶像大師 SideM 有理由Mini！（伊瀨谷四季[6]）

2019年
- 毛球剛次郎（日语：けだまのゴンじろー）（2019年 - 2020年 けんちゃん[7]、たっつんのSP②、主持人）
- Mr.Shadow（黄系[8][9][10]）
- 擅長捉弄人的高木同學（2019年 - 2022年 大脇）
- 索斯機械獸 WILD ZERO（2019年 - 2020年 雷歐・康拉德[11]）
- 星合之空（曾我輝）

2020年
- A3！ SEASON SPRING & SUMMER（迫田健）
- 籃球少年王（柳原、香坂）
- 炎炎消防隊 貳之章（第4隊員）
- Healin' Good ♥ 光之美少女（浮間）
- A3！ SEASON AUTUMN & WINTER（迫田健）

2021年
- Praeter之傷（烏末尋[12]）
- 關於我轉生變成史萊姆這檔事 第2期（橘恭彌[13]）
- 2.43 清陰高中男子排球社（矢野目慶太[14]）
- 堀與宮村（男學生）
- 不要欺負我，長瀞同學（男主角、男A）
- TSUKIPRO THE ANIMATION 2（久我壹流）

2022年
- 擅長捉弄人的高木同學3（大脇、場內廣播）
- 在地下城尋求邂逅是否搞錯了什麼IV（獸人弟）
- 夫婦以上，戀人未滿。（賀茂貞春[15]）
- 入間同學入魔了！（安德雷雯斯・二洛[16]）

2023年
- 關於我在無意間被隔壁的天使變成廢柴這件事（男學生）
- 哆啦A夢 (2005年電視動畫)（浪人生）
- 重生者的魔法一定要特別（學生）

2024年
- 秒殺外掛太強了，異世界的傢伙們根本就不是對手。（萊尼爾[17]）
- WIND BREAKER—防風少年—（高梨司[18]）
- 轉生貴族憑鑑定技能扭轉人生（倫克・薩雷馬基亞[19]）

2025年
- 青春特調蜂蜜檸檬蘇打（男性朋友）
- 我與尼特女忍者的莫名同居生活（中山透[20]）
- 完美到難以接近的聖女遭到解除婚約後被賣到鄰國（皮爾茲的兒子）
- SAKAMOTO DAYS 坂本日常（男）

### 動畫電影
- 乘浪之約（2019年 男F）
- 劇場版 擅長捉弄人的高木同學（2022年）

### OVA
2016年
- 食戟之靈「暑假的繪里奈」（男子A）
- Under the Dog（男學生）

2018年
- 幽遊白書「TWO SHOTS」（田坂）

### 網路動畫
- 怪物彈珠動畫 逐漸消逝的宇宙篇（2017年 黄泉）
- 夢王國與沉睡中的100位王子殿下 短篇動畫（2017年 克勞恩）
- 戰鬥陀螺 爆烈世代：超王（2020年 - 2021年 グン、赫伯隆

### 遊戲
2014年
- 蒼藍雷霆 鋼佛特（2014年 - 2022年 パンテーラ〈男性體〉[21]）
- 激鬥學園（軒寄持善、又滝駿、千江良ルミン）
- Celestial Craft Fleet（ファルコ、ライズ、チェス）

2015年
- 偶像大師 SideM（2015年 - 2023年 伊瀨谷四季）
- 問答RPG 魔法使與黑貓維茲（2015年 - 2016年 拉斯・沃爾修 等）
- 初戀之歌
- 夢王國與沉睡中的100位王子殿下（克勞恩）

2016年
- Code：Realize ～祝福的未來～（帕西・蒙布朗[22]）
- 遊戲王怪獸之決鬥 最強卡片決鬥！
- 尤巴之徽（ダムル[23]）

2017年
- 羈絆前鋒（夜宵リョウ[24]）
- A3!（迫田健[25]）
- 時空幻境群星傳奇（伊瀬谷四季[26]）
- Song of Memories（神代湊斗[27]）
- 足球小將翼：夢幻隊伍（米歇爾・山田、阿爾拔圖[28]）
- 神式一閃 頂上決戰（輕金[29]）
- 星界神話（夜神丸[30]）
- 偶像大師 SideM 獻唱舞台！（2017年 - 2020年 伊瀬谷四季）
- 黑色倖存者（雪、JP）
- Code:Realize ～白銀的奇跡～（帕西・蒙布朗[31]）

2018年
- GALTIA V Edition（レオ・ブライトナー）
- 三極化正義（鈴木遊星[32]）
- 深淵反抗軍（亞貝爾[33]）
- 亞克傳承R（コンラート）
- 星界：王冠（夜神丸[34]）
- 妖怪戀廻（樂久[35]）
- 永恆冒險（哈努特[36]）
- 超異域公主連結☆Re:Dive（2018年 - 2019年 現場監督、王宮騎士）
- 邂逅在迷宮（ソクラテス[37]）

2019年
- Devil Book 命運之書（吉諾[38]）
- Sevens Story（アマドゥス[39]）
- 食之契約（雞排[40]、酥油茶[41]）
- 災禍的真理（エーヴァルト[42]）
- LINQS RINGS（カイト[43]）
- 幻奏咖啡廳-Enchante-（德羅米[44]）
- Luciano同盟（アッソ[45]）

2020年
- GYEE-蓋伊傳說-（蘭德[46]、長治[47]、伯納德[48]）
- De：Lithe～忘卻的真王與盟約的天使～（フェイゲン・スリンドン[49]）
- 東京放學後召喚師（荷魯斯[50]）
- 決戰之魂（カズマ[51]）
- Lost Kiss（上条シキ[52]）

2021年
- 偶像大師 POPLINKS（伊瀬谷四季[53]）
- 時鐘機關默示錄（尤納卡・基斯貝爾特[54]）
- 偶像大師 SideM 成長之星（2021年 - 2023年 伊瀬谷四季[55]）
- Paradigm Paradox（伊吹[56]）
- 怪物彈珠（骸〈黄泉〉[57]）

2022年
- 夢王國與不思議的尋夢少年（基尼斯[58]）
- even if TEMPEST 黃昏中魔女如是說（ミッチェル・ホワード[59]）
- LIVE A HERO（羅伊克[60]）
- 咕喵怪物（奧科特[61]）

2023年
- 明日方舟（至簡[62]）
- MUV-LUV DIMENSIONS（テオドール・エーベルバッハ）

2024年
- MoNSONI！（2024年 - 2025年 黄泉[63]）
- Card-en-Ciel 天穹卡牌錄（パンテーラ〈男性體〉[64]）

### 廣播劇CD
2014年
- RACK -13係の残酷器械-（エイジ）

2015年
- 紅茶王子（日曜大工研究會會員 等）※第4卷廣播劇CD付初回限定版
- 偶像大師 SideM ST@RTING LINE -03・04（伊瀬谷四季）
- 恋歌ロイド -オリジナルキャラクターソング＆シチュエーションCD Type1／律-（宅配業者）

2016年
- SolidS 廣播劇CD第2卷「-Two of a kind.-」（久我壹流）

2017年
- 恋するシェアハウス〜Which do you choose?〜（下山光[65]）

2018年
- アオハルアイロニー　文化祭編 / 角色CD 北野夏生 / 角色CD 國領冬真（北野夏生[66]）

2019年
- 8P廣播劇CD「モンスターカフェ」（死神）
- Bremüsik「音戲之譜　Blinzen Parade」（フォーゲル・コンツェルト[67]）

2020年
- 溫柔脫下內褲的方式（志田綾平[68]）

### 音樂CD
| 發行日期 | 名稱                                              | 名義 | 歌曲                                                                                | 商業搭配                     |
| 2015年   | 2015年                                            | 2015年 | 2015年                                                                              | 2015年                       |
| -------- | ------------------------------------------------- | --- | ----------------------------------------------------------------------------------- | ---------------------------- |
| 7月22日  | THE IDOLM@STER SideM ST@RTING LINE -04 High×Joker | High×Joker［伊瀨谷四季（野上翔）、秋山隼人（千葉翔也）、若里春名（白井悠介）、冬美旬（永塚拓馬）、榊夏来（渡邊紘）］ | 「HIGH JUMP NO LIMIT」 「JOKER↗オールマイティ」 「DRIVE A LIVE（High×Joker ver.）」 | 遊戲『偶像大師 SideM』角色歌 |

## 外部連結
- VIMS官方簡歷 （页面存档备份，存于）